# Estación Futaiwa
La estación Futaiwa (双岩駅 Futa'iwa-eki?) es una estación de la línea Yosan de la Japan Railways que se encuentra en la ciudad de Yawatahama de la prefectura de Ehime. El código de estación es el "U19".

## Estación de pasajeros
Cuenta con dos plataformas, entre las cuales se encuentran las vías. Cada plataforma cuenta con un andén (andenes 1 y 2).

### Andenes
| 1 | ● Línea Yosan | Hacia Uwajima (los servicios rápidos no se detienen)                                                                  |
| 2 | ● Línea Yosan | Hacia Yawatahama, Oozu, Uchiko, Iyo, Matsuyama, Hojo, Imabari, Nyugawa y Saijo (los servicios rápidos no se detienen) |

## Historia
- 1945: el 20 de junio se inaugura la estación.
- 1987: el 1° de abril pasa a ser una estación de la división Ferrocarriles de Pasajeros de Shikoku de la Japan Railways.

## Estación anterior y posterior
- Línea Yosan 
  - Estación Yawatahama (U18)  <<  Estación Futaiwa (U19)  >>  Estación Iyoiwaki (U20)